# Dinarthrum tadshikistanicum
Dinarthrum tadshikistanicum är en nattsländeart som beskrevs av Wolfram Mey 1981. Dinarthrum tadshikistanicum ingår i släktet Dinarthrum och familjen kantrörsnattsländor. Inga underarter finns listade i Catalogue of Life.